# TT292
TT292 (Theban Tomb 292) è la sigla che identifica una delle Tombe dei Nobili ubicate nell'area della cosiddetta Necropoli Tebana, sulla sponda occidentale del Nilo dinanzi alla città di Luxor, in Egitto. Destinata a sepolture di nobili e funzionari connessi alle case regnanti, specie del Nuovo Regno, l'area venne sfruttata, come necropoli, fin dall'Antico Regno e, successivamente, sino al periodo Saitico (con la XXVI dinastia) e Tolemaico.

## Titolare
TT292 era la tomba di:
| Titolare | Titolo                       | Necropoli      | Dinastia/Periodo                   | Note |
| -------- | ---------------------------- | -------------- | ---------------------------------- | ---- |
| Pashedu  | Servo nel Luogo della Verità | Deir el-Medina | XIX dinastia (Sethy I - Ramses II) |      |

## Biografia
Da una stele oggi presso il British Museum di Londra (cat. 262), è noto che il nome del padre era Hehnekhu; dalla sepoltura è invece ricavabile il nome della moglie Makhay.

## La tomba
L'ingresso a TT292 si apre in un cortile in cui (n. 1 in planimetria) si trova una stele su due registri sovrapposti: in quello superiore due scene di adorazione degli dei Ptah e Ra-Horakhti affiancati da divinità femminili; in basso una coppia adora la dea Hathor in sembianza di vacca sacra. Dal cortile, un corridoio immette in una sala longitudinale che, a sua volta, dà accesso a una sala rettangolare, la cappella, in cui si apre il pozzo che immette nella camera funeraria. Sulle pareti: su tre registri (2) una barca e altari, dinanzi a una non meglio indicata divinità, nonché portatori di offerte. Su altra parete si apre una nicchia (3): sulla parete di sinistra la barca di Hathor; sulla destra parenti del defunto. Poco oltre (4), su tre registri, il defunto e la moglie offrono essenze e incensi, su un braciere, ad Amon-Ra, Khnum, Hathor, Satis e Anukis. Sulla parete opposta (5), il defunto e la moglie offrono libagioni ad Anubi e Hathor, nonché scene del corteo funebre che prosegue su altra parete (6) sormontata dal simbolo personificato dell'Occidente tra due Anubi rappresentati come sciacalli; più sotto, su due registri, la moglie (scena che prosegue dall'adiacente parete 7), scene del pellegrinaggio ad Abido e prosecuzione (dalla parete precedente 5) della processione funeraria. Sulla parete adiacente (7) il defunto adora Osiride e Hathor. Sul fondo della sala si apre una nicchia; sulle pareti: frammenti di scene (8) con il defunto e la moglie in adorazione di divinità non identificabili; su due registri (9) divinità assise adorano Thot. Sulla parete opposta (10), su due registri, adorazione della Triade di Elefantina e della Triade di Menfi. Sul fondo della nicchia (11) Iside e Nefti adorano la testa di Hathor rappresentata come vacca sacra. Il locale presenta soffitto a volta in cui sono rappresentate otto scene di cui alcune distrutte: un vitello trasporta Ra-Horakhti tra due sicomori; un gatto uccide un serpente; tre divinità femminili con alcuni ba alati; il defunto che apre le porte dell'Occidente.
La camera funeraria è costituita da un'unica sala rettangolare; sulle pareti: (12-13) il defunto e la moglie adorano Harsiesi (?) e Iside mentre Anubi accudisce la mummia in presenza di una dea inginocchiata. Su altre pareti (14-15) in due scene, un uomo (?) dinanzi al defunto e alla moglie seduti e tre alberi rappresentanti divinità femminili con ba che si abbeverano. Sul lato lungo della sala (16) il defunto e la moglie presentati da Anubi a Osiride. Sul soffitto a volta, nella fascia esterna lo sciacallo Anubi e due demoni; nella fascia più interna il defunto dinanzi a Osiride, Anubi e Hapy.

### Annotazioni
1. ↑  La numerazione dei locali e delle pareti segue quella di Porter e Moss 1927, p. 370.
2. ↑  La prima numerazione delle tombe, dalla numero 1 alla 252, risale al 1913 con l'edizione del "Topographical Catalogue of the Private Tombs of Thebes" di Alan Gardiner e Arthur Weigall. Le tombe erano numerate in ordine di scoperta e non geografico; ugualmente in ordine cronologico di scoperta sono le tombe dalla 253 in poi.
3. ↑  I campi della Duat, ovvero l'aldilà egizio, si trovavano, secondo le credenze, proprio sulla riva occidentale del grande fiume.
4. ↑  Nella sua epoca di utilizzo, l'area era nota come "Quella di fronte al suo Signore" (con riferimento alla riva orientale, dove si trovavano le strutture dei Palazzi di residenza dei re e i templi dei principali dei) o, più semplicemente, "Occidente di Tebe".
5. ↑  le Tombe dei Nobili, benché raggruppate in un'unica area, sono di fatto distribuite su più necropoli distinte.
6. ↑  Le note, sovente di inquadramento topografico della tomba, sono tratte, fino alla TT252, dal "Topographical Catalogue" di Gardiner e Weigall, ed. 1913 e fanno perciò riferimento alla situazione dell'epoca.
7. ↑  Frammenti con Ra-Horakhti e Harsiesi, un uomo e un bambino in offertorio provenienti da questa parete e dalla n.ro 10, sono oggi al Museo Egizio di Torino (cat. 6150)
8. ↑  Frammenti provenienti da questa parete sono oggi al Museo Egizio di Torino (cat. 6155-6156)

### Fonti
1. ↑  Gardiner e Weigall 1913.
2. ↑  Donadoni 1999,  p. 115.
3. ↑  Porter e Moss 1927, p. 374.
4. ↑  Porter e Moss 1927,  p. 374.
5. ↑  Porter e Moss 1927,  p. 375.
6. ↑  Porter e Moss 1927,  p. 376.